# モンデックス

ロゴマーク

モンデックス（Mondex）は、電子マネーの一つ。ナショナル・ウエストミンスター銀行とモンデックス・インターナショナル社が1990年に開発した。
名称の由来はフランス語で世界を意味する Monde と英語で交換を意味する Exchange を組み合わせたもの。
センターコンピュータに貨幣価値データを集約するのではなく、完全に貨幣の代わりとして現金と同じ扱いで１ポンド、日本円で１円からチャージ(リローダブル＝再入金)を無限に制限無く、ICカードの中に貨幣価値のデータを記録し、取引時にそのデータを増減させるため、オフラインでの取り扱いが可能になっている。
モンデックスICカードに記録される情報は、貨幣価値だけなので匿名性が保持されている。半面、モンデックスICカードを遺失した場合でも、そのICカードの使用を停止する手段が提供されていない。
1995年にイギリス・スウィンドンでモンデックスの導入実証実験が行われた。
その後、モンデックス・インターナショナルはマスターカード・インターナショナルに買収された。
ナショナル・ウエストミンスター銀行はRBSの子会社となった。
2016年までに香港でMondexPaypassの実験をしたという情報があった。[要出典] 